# Държавен архив – Бургас
Държавен архив – Бургас е отдел в дирекция „Регионален държавен архив“ – Бургас.

## Дейност
В него се осъществява подбор, комплектуване, регистриране, обработване, съхраняване и предоставяне за използване на определените за постоянно запазване документи на областната администрация, на общините на територията на Бургаска област, на териториалните структури на държавните органи и на други държавни и общински институции, организации и значими личности от местно значение, както и научно-методическото ръководство и контрол на организацията на работата с документите в деловодствата и учрежденските архиви, тяхното опазване и използване.
Към архива функционират читалня, библиотека, лаборатория за реставрация на документи. В научно-справочната библиотека са заведени 4214 тома специализирана литература по история, архивистика и други области на науката, речници, енциклопедии, справочници, пътеводители, каталози, документални сборници, периодични издания.

## История
Архивът е създаден през 1952 г. като отдел на Окръжно управление на МВР – Бургас на основата на Указ № 515 на Президиума на Народното събрание и ПМС № 344 от 18 април 1952 г. От 1961 г. е на административно подчинение на Окръжен народен съвет – Бургас, а от 1988 г. е в структурата на Община – Бургас. През 1992 г. преминава на пряко административно подчинение на Главно управление на архивите при Министерски съвет. От 1978 г. получава статут на дирекция, а през 2010 г. е преструктуриран в отдел. От 2001 г. архивът се помещава в сградата на Държавна агенция за метрологичен и технически надзор.

## Фонд
След промените в административно-териториалното деление на страната през 1959 г. 52 фонда са предадени на новосъздадените архиви в Сливен (30 бр.) и Ямбол (22 бр.). През 1993 г. е приет фондовият масив на ОК на БКП, възлизащ на 1647 фонда с 39 807 архивни единици, 1679 спомена, 1127 частични постъпления, 1734 снимки и 6 албума с 225 снимки.
Общата фондова наличност на архива към 1 януари 2017 г. възлиза на 3231,59 линейни метра с 4251 архивни фонда (3984 учрежденски и 267 лични) и общ брой 296 936 архивни единици, 1902 частични постъпления и 2186 спомена. Застрахователният фонд се състои от 1093 ролки с 998 200 кадъра.

## Ръководители
През годините ръководители на архива са:
- Георги Хаджиатанасов (1952 – 1957)
- Никола Пенков (1958 – 1961)
- Георги Георгиев (1961 – 1972)
- Мария Арнаудова (1973 – 1987)
- Елена Дойчева (1987 – 2004)
- Иван Джамбазов (2004 – 2012)
- Десислава Лилова (2012 – )

## Отличия и награди
Архивът е награждаван с:
- Дипломи и грамота от Окръжен народен съвет – Бургас „за активната му културна дейност в града и окръга“ през 1980, 1981 и 1983 г.;
- Грамота и вимпел от Окръжен народен съвет – Бургас, ОС на БПС и ОК на ДКМС за „Първенец на седмата петилетка“ през 1981 г.;
- Грамоти от Главно управление на архивите при Министерски съвет за спечелено първо място и обявяване на архива за първенец в архивната система през 1982 г. и второ място в 1983 г.;
- През 2012 г. Държавен архив – Бургас е отличен с грамота и почетен знак (сребърен) от областния управител за положените усилия при издирване, събиране и регистриране на архивните документи, свързани не само с исторически факти и събития, но и с живота и делото на бележити личности от региона и по повод 60-годишнината от създаването на институцията.